# Valle del Kunar

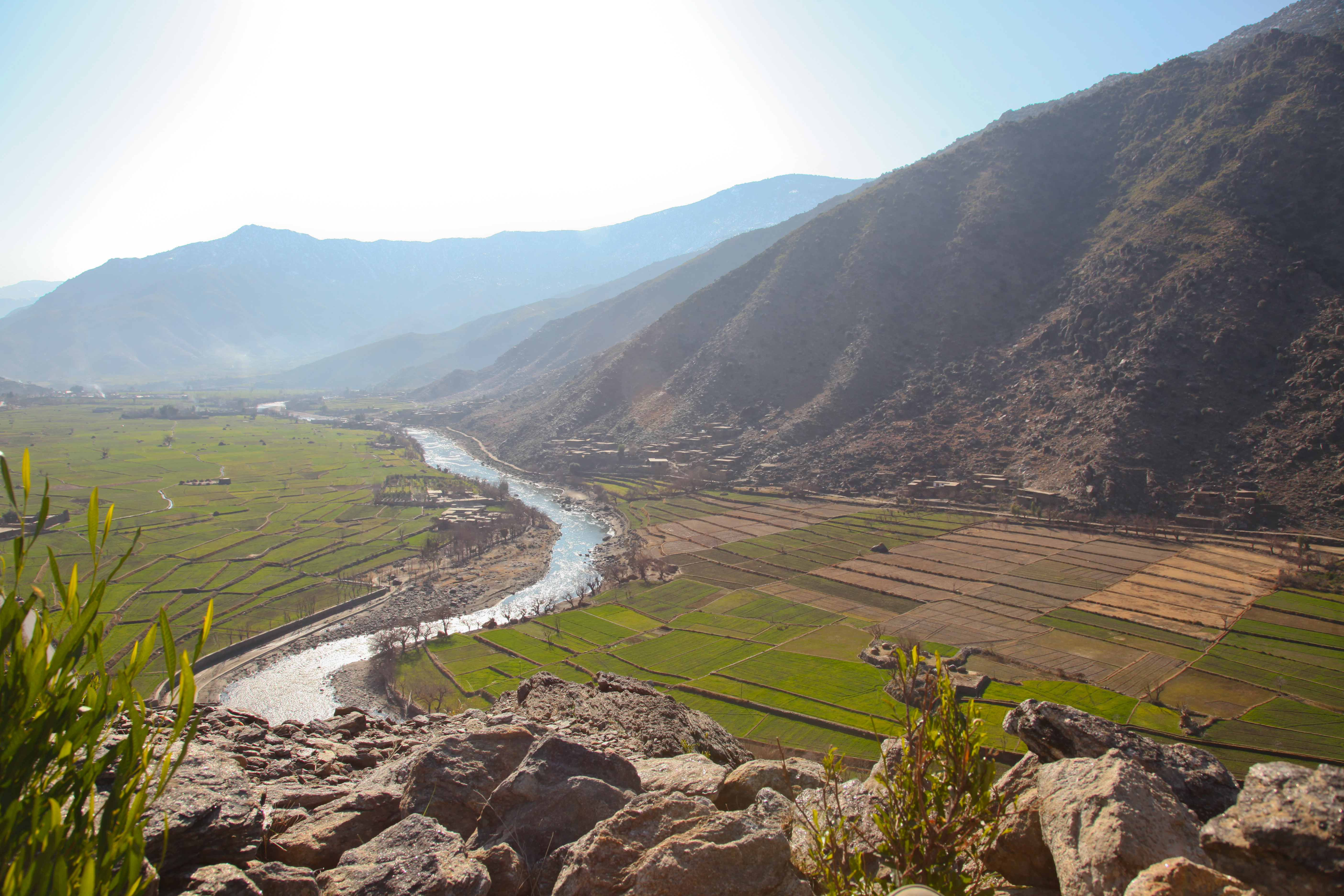
Distrito de Watapur, Valle del Kunar

El Valle del Kunar es un valle en Afganistán y Pakistán. En Afganistán, en toda su extensión el valle es estrecho con montañas escarpadas y que caen a pico a ambos lados. El centro del valle está ocupado por el río Kunar que fluye hacia el sur, donde se une al río Kabul. La agricultura de subsistencia y el pastoreo de cabras son el tipo de producción agrícola en el fondo del valle y las elevaciones más bajas. Hay áreas boscosas limitadas y pequeñas en algunos valles laterales, pero más del 95% del valle ha sido deforestado. En áreas limitadas en elevaciones más altas hay praderas de montaña cubiertas de hierba. Sin embargo, en su mayor parte el valle del Kunar es un paisaje árido, rocoso y escarpado con un río fangoso de rápido movimiento como su principal característica geográfica.

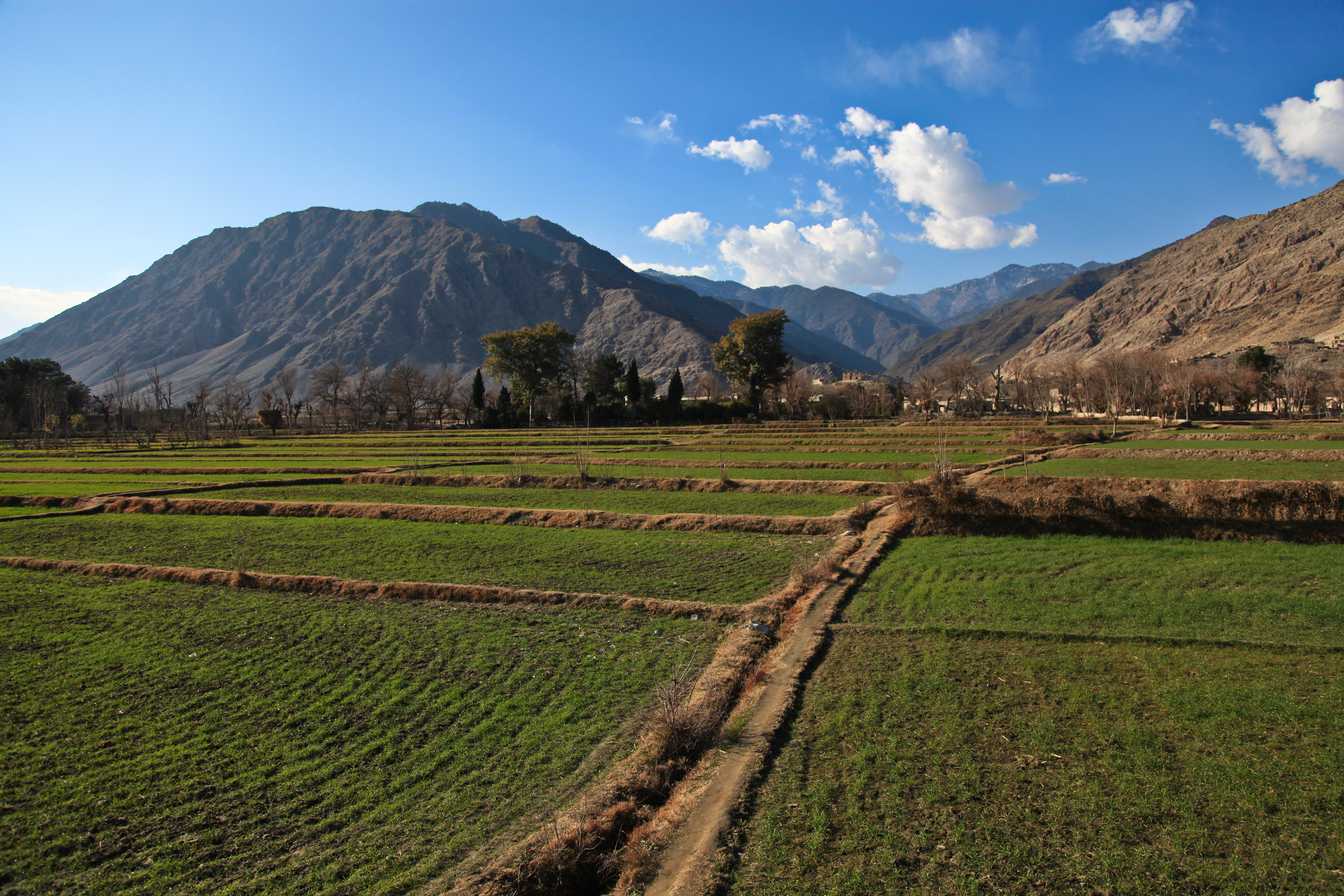